# طبس (منظومة صواريخ للدفاع الجوي)
منظومة طبس الصاروخية: (بالإنجليزية: Tabas)‏، هي منظومة دفاع جوي صاروخية وطنية متنقلة إيرانية الصنع، متوسطة المدى تابعة لوحدات الجو-فضاء في الحرس الثوري الإيراني. تم الإعلان الرسمي عنها في 11 مايو / 2014م. ان هذه المنظومة الصاروخية  قادرة على الإشتباك مع الأهداف على إرتفاع 27 كم ومدى 75 كم. وتستطيع التصدي لمختلف أنواع الأهداف المعادية، فهي قادرة على إعتراض وتدمير الصواريخ الباليستية، وصواريخ كروز، والصواريخ المضادة للإشعاع، والقنابل الذكية والطائرات بدون طيار. بالإضافة إلى مواجهة الحرب الإلكترونية، حيث تم تزويدها بتكنولوجيا متطورة. يُذكَر أن جمهورية إيران رائدة في صناعة وإنتاج أنظمة الدفاع الجوي كأنظمة سوم خرداد البالغ مداها 50 كيلومتر، و3 خرداد البالغ مداها 75 كيلومتر، و15 خرداد البالغ مداها 150 كيلومتر، ومنظومات تلاش بنماذجها الثلاثة ومرصاد ورعد وميثاق وكمين ويا زهراء والحرز التاسع. اما أفضلها فهي منظومة باور 373 والتي تُعَد منظومة دفاع جوي صاروخية متنقلة بعيدة المدى إيرانية الصنع  والتي تضاهي منظومة الدفاع الجوي الروسية أس - 300 وأقوى من منظومة باتريوت الأمريكية. وتُعَد أعقد مشروع دفاعي في تأريخ إيران ومن أهم المنظومات الدفاعية التي تمت صناعتها داخل إيران خلال أقل من 10 سنوات. والتي تم الكشف عنها يوم الأحد (21 أغسطس / آب 2016م) وتَطلق هذه المنظومة الجوية صواريخ صياد الإيرانية الصنع. حيث يبلغ مدى صواريخ (منظومة باور) 300 كيلومتر وقوة تدمير الأهداف حتى ارتفاع 27 كيلومتر.

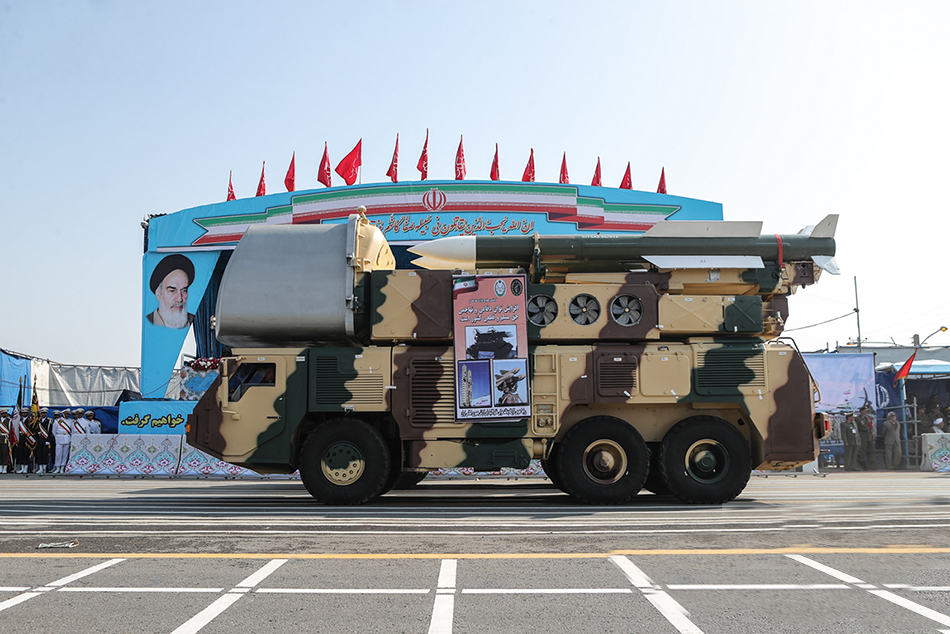
ألتقطت هذه الصورة لنظام الدفاع الجوي الصاروخي طبس، في عرض يوم جيش الإيراني عام 2018م، الذي أقيم في ضريح الإمام الخميني جنوب العاصمة طهران

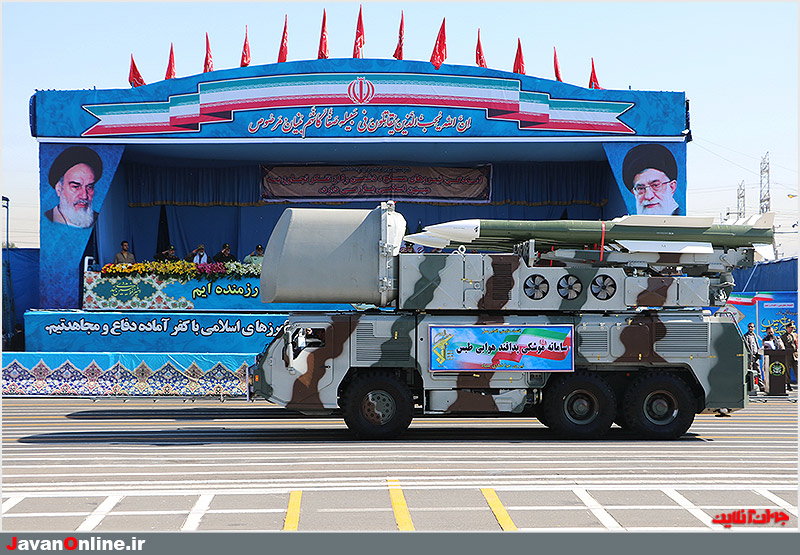
عرض منظومة طبس الصاروخية بأسبوع الدفاع المقدس لعام 2016م في طهران

## نبذة عن المنظومات الصاروخية للدفاع الجوي في جمهورية إيران
استطاعت الصناعات الدفاعية في الجمهورية الإيرانية خلال السنوات الماضية تحقيق نجاحات لافتة في تصميم وإنتاج مختلف أنواع منظومات الدفاع الجوي. وهذه الإنجازات تشمل عدداً من المنظومات الرادارية، المنظومات الصاروخية، منظومات الكشف، التحكم والتوجيه، وقد استطاع الخبراء الإيرانيون وبقدرات داخلية من تصميم وإنتاج كافة مستلزمات هذه المنظومات التي دخل العديد منها الخدمة العملية ضمن وحدات الدفاع الجوي في القوات المسلحة الإيرانية. وتحظى المنظومات الصاروخية المتنقلة بأهمية فائقة في حماية سماء جمهورية إيران، نظراً للنمط المتسارع لتطور الأسلحة المضادة للإشعاع، إذ شكل هذا الأمر إستراتيجية هامة لدى القوات المسلحة الإيرانية في مجال صناعات الدفاع الجوي، بناءً على توجيهات القائد العام للقوات المسلحة الإيرانية. وتؤدي الأنظمة الدفاعية التي تتشكل من معدات الكشف وتحديد الهوية والأسلحة وقسم التجهيز والإتصالات، دوراً هاماً للغاية في المواجهات العسكرية. لو تمعنا بما يحصل أثناء الحروب والمواجهات، نرى ان الأنظمة الدفاعية كانت ولازالت الأكثر أهمية من حيث العمليات التنفيذية والجانب النفسي في تلك المواجهات. وتشكل أنظمة الدفاع الجوي الأولوية لدى القوات المسلحة في الجمهورية الإيرانية، إذ إنها تُعَد الخط الأمامي في جبهة المواجهات، سيما أن القائد العام للقوات المسلحة الإيرانية سبق وأكد على هذا الأمر قائلاً: «أن مقر الدفاع الجوي الإيراني يشكل الخط الأمامي في الدفاع عن البلاد وأنه بمثابة كرامة البلاد وكيانه». وأحد الإستراتيجيات التي طالما أكد عليها القائد العام للقوات المسلحة الإيرانية في مجال الدفاع الجوي، هو تزويد أنظمة الدفاع الجوي بإمكانية التنقل، ما شكل حافزاً هاماً لدى القوات المسلحة للتوصل إلى إنجازات ملحوظة في تصميم وتطوير الدفاعات الجوية وصنع أنظمة صاروخية متنقلة.

## المواصفات
تُعتبَر منظومة طبس الصاروخية، إحدى الأنظمة الصاروخية المخصصة للدفاع الجوي محلية الصنع، فقد تمت صناعتها على أيدي الخبراء والمهندسين الإيرانيين. تتمتع هذه المنظومة الصاروخة بقدرة عالية على الحركة ومجهزة بصواريخ قصيرة ومتوسطة المدى من نوع صياد-2 الإيرانية. والقادرة على الإشتباك مع أهداف على إرتفاع 27 كيلومتر ومدى 75 كيلومتر. ومن أهم مهام منظومة الدفاع الصاروخية هذه، هو تصديها للطائرات القتالية التكتيكية الإستراتيجية، وطائرات الهليكوبتر القتالية، وطائرات العدو القتالية بدون طيار، والقدرة على العمل في الحرب الإلكترونية. وبحسب وكالة تسنيم الدولية للأنباء، فإن هذه المنظومة الموجودة تحت تصرف سلاح الجو التابع للحرس الثوري الإيراني قد تم بناؤها وتقديمها كنظام أبسط وبسعر أقل من نظام الثالث من خرداد (3 خرداد) مع القدرة على التعامل مع مجموعة كبيرة من الأهداف المعادية وتدميرها.

## الصواريخ المستخدمة في منظومة الدفاع الجوي طبس
تستخدم منظومة الدفاع الجوي طبس صواريخ (صياد-2)، وهو صاروخ دفاع جوي خاص للمدى المتوسط والإرتفاع العالي وقد صُمِمَّ وفق التكنولوجيا الحديثة في العالم، والذي يعمل بالوقود الصلب ويتمتع بنظام توجيه مزدوج وبقدرة عملانية عالية كما وبإمكانه ملاحقة الهدف بشكل آلي. ومن أهم أهدافه تدمير مختلف أنواع المروحيات والطائرات من دون طيار والأهداف ذات السطح المقطّع الراداري الواطئ، ويحظى بسرعة وقدرة مناورة عالية في نطاقه العملاني. ومن مميزاته الأخرى بأن له القدرة العالية ضد الحرب الإلكترونية والتعقّب الآلي والمستقل للأهداف. ومن ناحية أخرى فإن صاروخ صياد 2 يحاكي في أدائه صواريخ باتريوت الأميركية. وبعيداً عن بعض مواطن الشبه في الأبعاد والأداء بين صياد 2 وباتريوت ومهمة المنظومتين في الدفاع عن المنشآت الثابتة والإستراتيجية فإن منصة إطلاق المنظومتين تتشابهان بشكل كبير أيضاً. وتتألف منصة الإطلاق على أربعة حاويات على شكل مكعب مستطيل تستقر بشكل 2*2 على الشاحنة الخاصة. ومع استخدام صاروخ صياد 2 في منظومة صواريخ اس 200 الإيرانية بعيدة المدى فإن هذه المنظومة باتت تتمتع بالقدرة على معالجة الأهداف المنخفضة أيضاً والطائرات بدون طيار وصواريخ كروز والمروحيات (من دون الاستفادة من صواريخها الأصلية) وهذه التوليفة من السلاحين جرت في إطار مشروع تلاش.

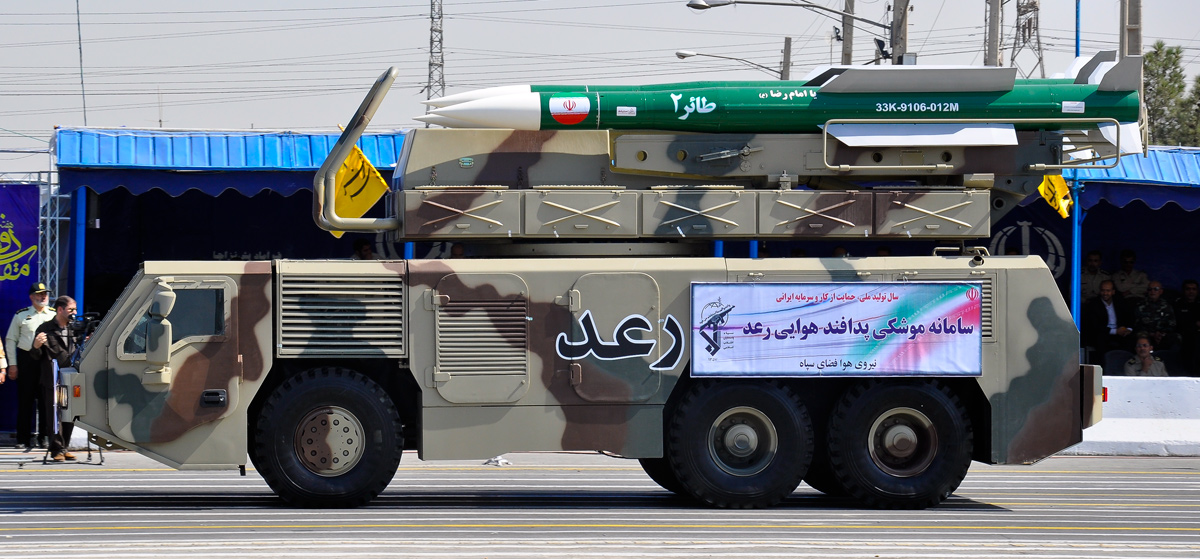
صاروخ صياد-2 المستخدم من قِبَل منظومة الدفاع الجوي طبس، على متن نظام رعد الصاروخي للدفاع الجوي

## عرض المنظومة
في عام 2020م تم عرض المنظومة الصاروخية للدفاع الجوي طبس، من قِبَل القوة الجوفضائية التابعة للحرس الثوري الإيراني في (الواحة الوطنية الجوفضائية)، حيث يتم عرض العديد من المنجزات في مختلف المجالات الصاروخية والدفاع الجوي والطائرات المسيرة والعمليات الجوية والفضائية. وتم إفتتاح المعرض بحضور رئيس مجلس الشورى الإسلامي محمد باقر قاليباف والقائد العام للحرس الثوري اللواء حسين سلامي وقائد القوة الجوفضائية للحرس الثوري العميد امير علي حاجي زادة. وتتضمن هذه الواحة الوطنية عدة أقسام منها القسم الصاروخي
وقسم حاملات الأقمار الصناعية وقسم صواريخ الدفاع الجوي، حيث تم عرض أنواع المنجزات في مجال الدفاع الجوي منذ البداية لغاية الآن ومنها HQ-2 التي كانت أول منظومة للدفاع الجوي الصاروخي للحرس الثوري والتي دخلت الخدمة في فترت الحرب العراقية الإيرانية، وهنالك أيضاً منظومة الدفاع الجوي الصاروخي «سام-6» والمعدات المتعلقة بها وكذلك منظومات الدفاع الجوي الصاروخي «طبس» و«3 خرداد» المصنعة من قبل القوة الجوفضائية للحرس.

## اختبار المنظومة
2017م
في سنة 2017م تم اختبار عدة منظومات صاروخية وهي طبس و3 خرداد وصياد 2، وكذلك المنظومات الرادارية بعيدة المدى «قدير» ومتوسطة المدى «مطلع الفجر» وقصيرة المدى «رعد» و«كاوش»، حيث استخدمت القوة الجو فضائية للحرس الثوري في المرحلة الرئيسية من مناورات (المدافعون عن سماء الولاية) التي إنطلقت في محافظة سمنان شرق العاصمة طهران منظومات صاروخية ورادارية إيرانية محلية الصنع بشكل كامل.
2018م

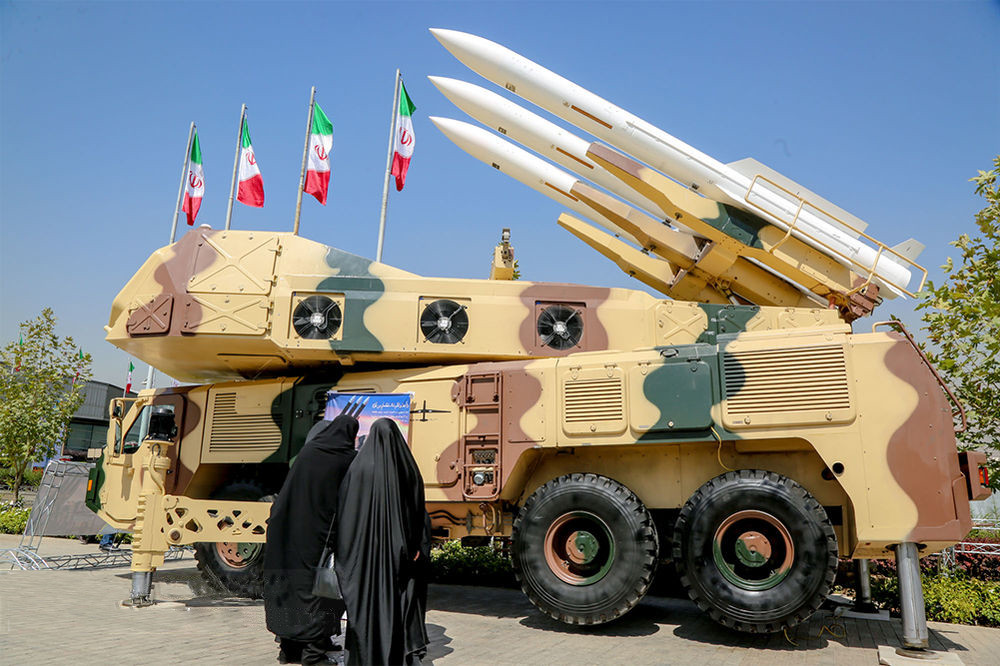
منظومة الدفاع الجوي الإيرانية 3 خرداد سنة 2019م، إحدى أفرع منظومة سوم خرداد الصاروخية، والتي تم إختبارها جنباً إلى جنب مع منظومة طبس الصاروخية

في هذه السنة إختبرت القوات الإيرانية منظومة صواريخ طبس وصاروخ أرض-جو «شلمجة»، والتي نجحت في إصابة أهدافها بدقة وتدميرها. وذلك في اليوم الثاني من المناورات الجوية التي أُقيمَت تحت عنوان (الولاية 97). وقد إنطلقت هذه المناورات في مناطق واسعة شمال ووسط وغرب جمهورية إيران، وتشارك فيها القوة الجوفضائية التابعة للحرس الثوري ووحدات من سلاح الجو بالجيش الإيراني إضافةً إلى شبكة الرصد بإشراف مقر خاتم الأنبياء للدفاع الجوي.  
2020م
تم اختبار منظومات صواريخ مرصاد وطبس بنجاح خلال مناورات الدفاع الجوي باسم (المدافعون عن سماء الولاية 99) التخصصية. وقال المتحدث باسم المناورات العميد فرج بور: ان المرحلة الأولى للمناورات تتضمن نشر واستقرار منظومات الدفاع الجوي التي تشمل المنظومات الصاروخية والرادارية مع التأكيد على قابلية التنقل والرد السريع وكذلك إلتزام مبادئ الدفاع السلبي لخداع العدو وفي مرحلة تالية إيجاد الإتصال الآمن ومتعدد الطبقات بين منظومات الدفاع الجوي وبين الشبكة الشاملة للدفاع الجوي في البلاد لإتخاذ القرارات المتناسبة مع التهديدات.
اما في مناورات (الولاية 97) المشتركة للدفاع الجوي والتي إنطلقت أيضاً سنة 2020م بين وحدات الحرس الثوري وجيش الجمهورية الإيرانية، تمكنت منظومتي «طبس» و«مرصاد» من تدمير الأهداف الجوية. حيث تم اختبار منظومة «طبس» الصاروخية متوسطة المدى التابعة لوحدات الجو-فضاء للحرس الثوري بنجاح وذلك عبر عملية إطلاق صواريخها نحو الأهداف مما أدى إلى تدمير أهداف العدو الافتراضي. كما أصابت صواريخ أرض جو من طراز «شلمجة» الأهداف الافتراضية للعدو وتم تدميرها.

## معرض الصور

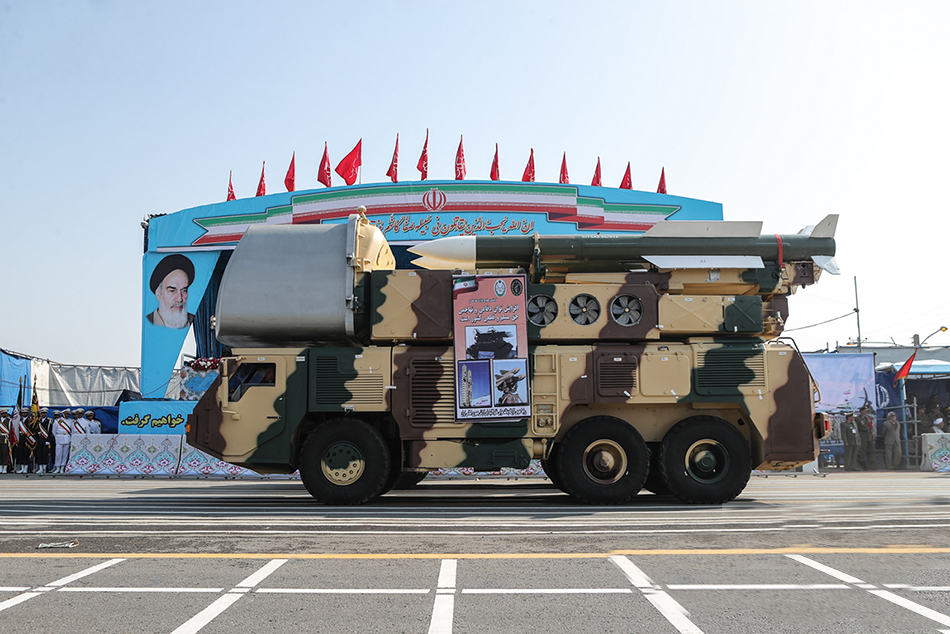
ألتقطت هذه الصورة لنظام الدفاع الجوي الصاروخي طبس، في عرض يوم جيش الإيراني عام 2018م، الذي أقيم في ضريح الإمام الخميني جنوب العاصمة طهران

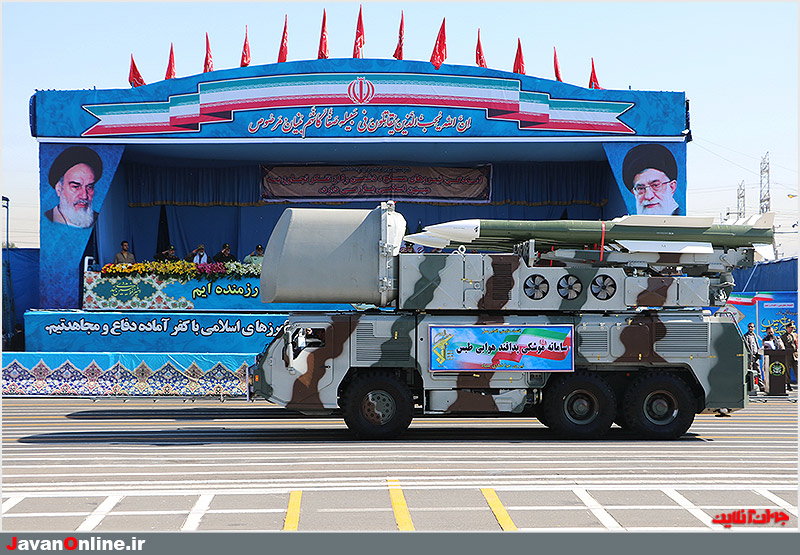
عرض منظومة طبس الصاروخية بأسبوع الدفاع المقدس لعام 2016م في طهران

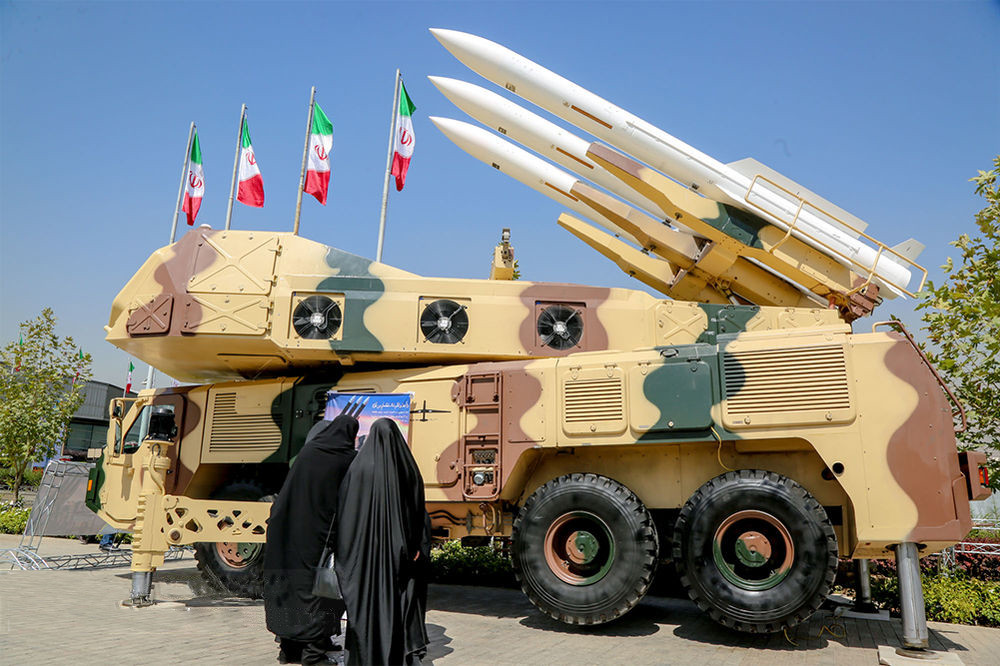
منظومة الدفاع الجوي الإيرانية 3 خرداد سنة 2019م، إحدى أفرع منظومة سوم خرداد الصاروخية، والتي تم إختبارها جنباً إلى جنب مع منظومة طبس الصاروخية

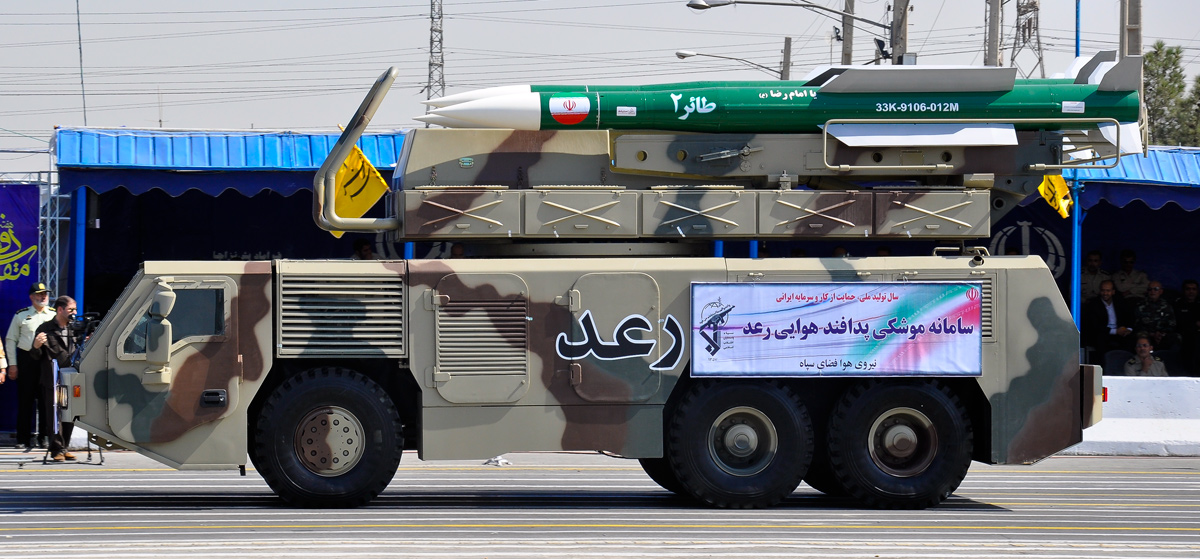
صاروخ صياد-2 المستخدم من قِبَل منظومة الدفاع الجوي طبس، على متن نظام رعد الصاروخي للدفاع الجوي

## طالع ايضاً
- أس - 300
- سيمرغ (صاروخ)
- نور (صاروخ)
- مهاجر (طائرة بدون طيار)
- غواصة غدير
- حرس الثورة الإسلامية
- زورق ذو الفقار الصاروخي
- عربة سفير
- عماد (صاروخ باليستي)
- نازعات (عائلة صواريخ)
- صاروخ توسن المضاد للدروع
- سومار (صاروخ جوال)
- قيام 1 (صاروخ باليستي)
- سفير (عائلة صواريخ)
- قناص شاهر
- معراج (طائرة بدون طيار)
- صاروخ سجيل
- صاروخ شهاب 3
- طربيد والفجر
- صاروخ رضوان الباليستي
- مروحية شاهد 285
- زورق ذو الفقار الصاروخي